# Mario Brkljača
Mario Brkljača (* 7. Februar 1985 in Zagreb) ist ein kroatischer ehemaliger Fußballspieler.

## Karriere

### Verein
Mario Brkljača begann seine Profikarriere zu Beginn der Spielzeit 2003/04 beim NK Zagreb, für den er bereits in der Jugend spielte. Seit 2004/05 war er Stammspieler im Mittelfeld und lief für den Verein in 128 Spielen in der ersten kroatischen Liga auf, in denen er 12 Tore erzielte. Im Januar 2009 wechselte er zu Hajduk Split. Im Sommer 2009 wurde er in die Serie A an Cagliari Calcio verliehen. Dort kam er nicht zum Einsatz und saß lediglich einige Mal auf der Ersatzbank. Er kehrte nach Split zurück und gehörte in der Saison 2010/11 zum Stamm der Mannschaft.
Anfang 2012 verließ er Hajduk und wechselte zum FK Sibir Nowosibirsk in die russische 1. Division. Er kam dort nur unregelmäßig zum Einsatz und oft auf der Ersatzbank. Anfang 2014 schloss er sich dem österreichischen Zweitligisten SV Mattersburg an. Im Sommer 2014 wurde sein Vertrag nicht verlängert und er war ein halbes Jahr ohne Klub, ehe ihn Anfang 2015 ZSKA Sofia aufnahm. Er brachte es auf sieben Einsätze – meist als Einwechselspieler. ZSKA musste nach der Saison 2014/15 zwangsweise absteigen, so dass Brkljača erneut ohne Verein verblieb. Im September 2015 heuerte er beim NK Krka an, der in der ersten slowenische Liga spielte. Der Klub stieg am Ende der Spielzeit 2015/16 ab. Brkljača beendete seine Karriere.

### Nationalmannschaft
Für die kroatische U-21-Fußballnationalmannschaft bestritt Brkljača sein erstes Spiel am 9. November 2004 im Freundschaftsspiel gegen Slowenien und erzielte dabei auch sein erstes Tor.